# Иннокентий (Моисиу)
Епископ Иннокентий (в миру Иоанн Григорьевич Моисиу, рум. loan Moisiu; 7 [19] января 1833, Cervicești, Ботошани — 8 [20] апреля 1894, Роман) — епископ Румынской православной церкви, епископ Романский (1881—1894)

## Биография
Родился 7 (19) января 1833 года в Ботошани в семье священника.
В 1856 году окончил восьмиклассную Сокольскую духовную семинарию и в том же году ректором семинарии епископом Ставропольским Филаретом (Скрибаном) пострижен в иночество с наречением имени Иннокентий в память архиепископа Иннокентия Херсонского. Последовательно рукоположён в сан иеродиакона и иеромонаха и назначен учителем основного богословия, гомилетики и литургики в Сокольской семинарии.
Стал известным проповедником в Яссах, особенно запомнившимся во время произнесения в 1859 году проповеди в Георгиевском соборе в присутствии митрополита Молдавско-Сочавского Софрония (Миклеску) и направленной против неправославных мыслей министра Молдовы Михаила Когэлничану. Проповедь, напечатанная во многих газетах, стала причиной снятия с должности и ссылки в монастырь Слатина в Сочавском уезде, где иеромонах Иннокентий был назначен смотрителем и учителем монастырского училища.
По приглашению титулярного епископа Сотирипольского Каллиника (Миклеску), избранного епископом Хушским, иеромонах Иннокентий был приглашён в Хуши на должность ректора и учителя Хушской духовной семинарии и возведён в достоинство архимандрита. Начал издавать духовный журнал, где публиковал часть своих проповедей и сочинений, многие из которых были опубликованы отдельными изданиями. За ряд материалов обличительного характера, касающихся личности министра исповеданий и просвещения генерала Христиана Телла, архимандрит Иннокентий был лишён должности на два года и проживал при Ясском архиерейском доме, занимаясь литературой деятельностью, а позднее назначен учителем нравственного и пастырского богословия, литургики и церковного права в Романскую духовную семинарию.
Позднее вновь назначен ректором и учителем Хушской духовной семинарии в должности которой находился до 1881 года.
23 декабря 1879 года был рукоположён в сан епископа Плоештского, викария Угро-Влахийской (Бухарестской) митрополии.
С 15 ноября 1881 по 15 ноября 1884 годов был внештатным профессором Бухарестского университета.
С 1885 по 1892 годы состоял председателем редакционного комитета журнала «Biserica Ortodoxă Română», органа Священного синода Румынской православной церкви.
После кончины епископа Романского Мелхиседека (Стефанеску) (†16 мая 1892), 20 декабря 1892 года был назначен управляющим Романской епархией.
В день Благовещения Пресвятой Богородицы (25 марта ст. ст) у епископа случился инсульт, парализовавший левую руку и левую ногу, а 31 марта ст. ст повторный инсульт, приковавший его к постели. Скончался 8 (20) апреля 1894 года в городе Романе от крупозного воспаления лёгких. Отпевание совершили епископ Хушский Сильвестр (Баланеску), епископ Плоештский Иероним (Ионеску) и епископ Бакэуский Иоанникий (Флорон), викарий Романской епархии.
Похоронен 22 апреля у южных врат Романского кафедрального собора. Свою обширную библиотеку иерарх завещал богословскому факультету Бухарестского университета.